# Сабінін Сергій Єгорович
Сергій Єгорович (Георгійович) Сабінін (19 [31] травня 1867, Москва — 1937) — російський правознавець, педагог, професор римського права (1906).

## Життєпис
Походив з потомствених дворян Сабініних; син колезького асесора.
У 1885 році вступив на юридичний факультет Новоросійського університету в Одесі; на 3-му курсі перевівся на юридичний факультет Московського університету, який закінчив у 1890 році з дипломом 1-го ступеня і був залишений на кафедрі римського права для приготування до професорського звання.
Після здачі в 1894 році магістерського іспиту отримав звання приват-доцента Московського університету; викладав курс римського сімейного права. Крім цього в 1893-1896 роках він викладав політичну економію в Московському комерційному училищі. У 1896-1898 роках перебував у науковому відрядженні: слухав лекції в університетах Берліна, Парижа та Гейдельберга.
З липня 1899 року займав посаду екстраординарного професора римського права Томського університету; з листопада 1904 року по вересень 1905 року був секретарем юридичного факультету. У березні 1906 року захистив дисертацію «Договір позики за римським правом» і був затверджений у ступені магістра римського права. В жовтні 1906 року займав посаду екстраординарного професора Демидівського юридичного ліцею в Ярославлі, де викладав цивільне судочинство та римське право. Входив в колектив, який редагував випуск «Юридических записок, издаваемых Демидовским юридическим лицеем». Одночасно читав лекції на юридичному факультеті Московського університету.
З липня 1910 року Сергій Сабінін викладав у Харківському університеті на посаді екстраординарного професора кафедри римського права. З 1914 року він — позаштатний професор на кафедрі римського права Харківського комерційного інституту, а з 1916 року — професор Харківського жіночого медичного інституту.
У 1910-1914 роках був членом Правління Харківської Громадської бібліотеки. 26 вересня (9 жовтня) 1911, разом з Орестом Габелем, був обраний Товаришем Голови Правління. Перебував на посаді до 1914 року. Займався формуванням фонда наукової літератури з правознавства. Разом з Олексієм Анциферовим та Валерієм Патоковим складали розділ каталога «Правознавство».
У 1919 році обраний ординарним професором кафедри римського права Таврійського університету в Сімферополі. В 1920-1921 роках був деканом юридичного факультету Таврійського університету. Також він викладав римське і цивільне право в Севастопольському юридичному інституті та Боспорському університеті в Керчі.
З 1923 року працював у Харківському інституті народного господарства на кафедрі проблем сучасного права при юридичному факультеті, пізніше — керівник секції приватного права іноземних держав.
Є відомості, що з 1930 року він працював у Харківському інституті радянського будівництва і права, реорганізованому в 1937 році в Харківський юридичний інститут. Помер у 1937 році.

## Нагороди
- орден Св. Станіслава 3-й ст. (1896)
- орден Св. Ганни 3-й ст. (1902)
- орден Св. Станіслава 2-го ст. (1908)
- орден Св. Анни 2-го ст. (1912)
- орден Св. Володимира 4-й ст. (1916)